# Lago Futalaufquen
Lago Futalaufquen är en sjö i Argentina.   Den ligger i provinsen Chubut, i den sydvästra delen av landet, 1 500 km sydväst om huvudstaden Buenos Aires. Lago Futalaufquen ligger 515 meter över havet. Arean är 44 kvadratkilometer. Den sträcker sig 14,9 kilometer i nord-sydlig riktning, och 13,3 kilometer i öst-västlig riktning.
I omgivningarna runt Lago Futalaufquen växer i huvudsak blandskog. Runt Lago Futalaufquen är det mycket glesbefolkat, med 4 invånare per kvadratkilometer.